# Campanya de Waterloo
La Campanya de Waterloo  (15 de juny - 8 de juliol del 1815) es va lliurar entre l'exèrcit francès del nord, i dos exèrcits de la coalició, una aliança britànica i un exèrcit de Prússia. Inicialment els francesos estaven comandats per Napoleó Bonaparte, però va marxar a París després de la derrota a la batalla de Waterloo. Llavors els francesos van quedar comandats pels mariscals Jean de Dieu Soult i Emmanuel de Grouchy, sota les ordres del mariscal Louis-Nicolas Davout, que va prendre el relleu a petició del govern provisional francès. L'exèrcit aliat britànic va ser comandat pel duc de Wellington; i l'exèrcit Prussià, pel príncep Blücher.
La guerra entre França i la coalició era inevitable des del moment en què les potències europees van negar-se a reconèixer Napoleó com a emperador de França després del retorn del seu exili de l'illa d'Elba. En lloc d'esperar que els aliats envaïssin França, Napoleó va decidir atacar els seus enemics i intentar derrotar-los abans que poguessin llançar una invasió coordinada i combinada. Va decidir llançar aquest primer atac contra els exèrcits d'ambdues coalicions que es trobaven acampades a l'actual Bèlgica, que en aquells moments formava part d'Holanda, però que un any abans havia format part de l'imperi francès.
Les hostilitats van començar el 15 de juny quan els francesos van travessar el riu Sambre, a Charleroi, situant les seves forces entre l'exèrcit de Wellington (a l'oest) i l'exèrcit de Blücher a l'est. El 16 de juny, els francesos es van imposar sota la comandància del mariscal Ney, comandant l'ala esquerra de l'exèrcit francès i contenint Wellington a la batalla dels Quatre Bras, mentre Napoleó derrotava a Blücher a labatalla de Ligny. El 17 de juny Napoleó va deixar Grouchy amb l'ala dreta de l'exèrcit francès per perseguir els prussians mentre amb la reserva de l'ala esquerra i el seu comandant perseguia Wellington cap a Brussel·les.
A la nit del 17 de juny l'exèrcit aliat britànic va fer mitja volta i es va preparar per a la batalla en un lloc escarpat, aproximadament un quilòmetre i mig al sud del poble de Waterloo. L'endemà la batalla de Waterloo va resultar la decisiva de la campanya. L'exèrcit aliat britànic es va mantenir ferm contra els continuats atacs dels francesos, fins que, amb l'ajuda de diversos cossos de Prússia que van arribar a l'est des del camp de batalla, a la tarda van aconseguir fer fugir l'exèrcit francès. Grouchy amb l'ala dreta de l'exèrcit ocupada amb la rereguarda de l'exèrcit de Prússia a la batalla de Wavre, encara que va aconseguir victòries tàctiques no va aconseguir evitar que l'exèrcit de Prússia marxés cap a Waterloo. Aquestes accions van contribuir a la derrota francesa a Waterloo. L'endemà, 19 de juny va deixar Wavre i va iniciar una llarga retirada cap a París.
Després de la derrota a Waterloo, Napoleó volia intentar reagrupar l'exèrcit, però va tornar a París per buscar suport polític per a les pròximes accions. No ho va aconseguir i es va veure forçat a abdicar. Mentrestant, els dos exèrcits aliats van perseguir l'exèrcit francès fins a les portes de París. Durant la persecució els francesos, diverses vegades, es van girar i van lluitar intentant guanyar temps. Aquestes accions els van provocar milers de morts.
Inicialment les restes de l'ala esquerra francesa i les reserves que estaven fugint de Waterloo estaven comandades pel mariscal Soult, mentre que Groucy mantenia la comandància de l'ala esquerra. Això no obstant, el 25 de juny el mariscal Soult va ser rellevat de la comandància pel govern provisional i va ser substituït per Grouchy, qui al seu torn va situar-se sota les ordres de Davout.
Quan el govern provisional francès es va adonar que l'exèrcit francès sota les ordres del mariscal Davout no era capaç de defensar París, es va autoritzar als delegats a acceptar els termes de la rendició que van portar a la convenció de Sant Cloud (la rendició de París) que va acabar amb les hostilitats entre França i els exèrcits de Blücher i Wellington.
Els dos exèrcits aliats van entrar a París el 7 de juliol. L'endemà, Lluís XVIII va ser restituït com a rei, i una setmana més tard, sobre el 15 de juliol, Napoleó es va rendir al capità Frederick Matiland del vaixell HMS Bellerophon. Napoleó es va exiliar a l'illa de Santa Helena, on va morir el maig de 1821.
Sota els termes del tractat de pau del novembre de 1815, les forces aliades mantenien el nord de França com un exèrcit d'ocupació sota la comandància del duc de Wellington.

## Preludi

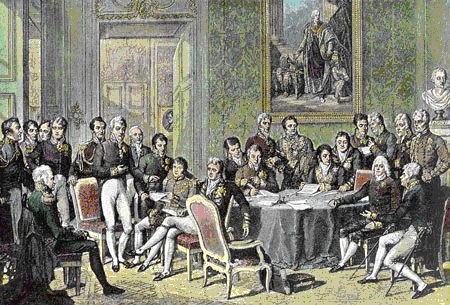
Plenipotenciaris al congrés de Viena

Napoleó va tornar del seu exili a l'illa d'Elba l'1 de març de 1815. Llavors, el rei Lluís XVIII va fugir de París el 19 de març i l'endemà hi va entrar Napoleó. Mentrestant, lluny de ser reconegut com a emperador de França, les principals potències europees (Àustria, Anglaterra, Prússia i Rússia) i els seus aliats, van declarar Napoleó un proscrit al congrés de Viena, i van signar una declaració el 13 de març de 1815 per iniciar els cent dies de Napoleó. Les esperances de pau que Napoleó tenia van desaparèixer: la guerra era inevitable.
Un tractat més llunyà (el tractat de l'aliança contra Napoleó) va ser ratificat el 25 de març, i cadascuna de les grans potències europees van acordar d'aportar 150.000 homes pel conflicte. Tot i que aquest nombre no era possible per Anglaterra, ja que el seu exèrcit era més petit que els dels seus aliats. A més, les seves forces estaven escampades per tot el món, amb algunes unitats que encara estaven a Canadà on la guerra de 1812 havia finalitzat recentment. Sent conscients d'aquest fet, van solucionar aquest problema pagant subsidis a la resta de potències perquè contribuïssin amb més contingents.
Passat un temps, després que els aliats comencessin a mobilitzar-se, es va acordar que els plans per envair França començarien l'1 de juliol del 1815, molt més tard del que a Blücher i Wellington els hauria agradat, i molt després que els seus exèrcits estiguessin preparats al juny, davant dels austríacs i els russos; aquest últim encara estava molt lluny. L'avantatge d'una data tan llunyana per iniciar la invasió, era que permetia que totes les forces estiguessin preparades al mateix temps. Així podrien desplegar forces numèricament superiors contra un exèrcit més petit de Napoleó, diluint les seves forces i assegurant-se d'aquest forma de derrotar-lo i evitar una possible derrota dins del territori francès. Això no obstant, una data tan llunyana també permetia que Napoleó tingués més temps per entrenar les seves forces i preparar la defensa, fet que faria més difícil i més costosa en temps, diners i en vides la seva derrota.
Napoleó ara havia de decidir si lluitar a l'ofensiva o a la defensiva. La defensiva podia implicar repetir la campanya de 1814 a França, però tenint un nombre de tropes molt superior a la seva disposició. Les ciutats més importants de França, París i Lion podien ser fortificades i dos grans exèrcits francesos podien protegir-les; podien ubicar-hi franc-tiradors que donarien a tastar a la coalició la seva pròpia medicina.
Napoleó va decidir atacar, iniciant un atac contra els seus enemics abans d'esperar que estiguessin preparats. Amb la destrucció de la major part dels exèrcits de la coalició, Napoleó creia que seria possible portar als governs de la coalició a negociar una pau que li fos favorable, anomenant-la la pau de França i que li permetria continuar com a emperador. Si la pau era rebutjada pels aliats (després d'haver aconseguit diverses victòries amb les seves ofensives), llavors la guerra continuaria i Napoleó es podria centrar contra la resta d'exèrcits dels aliats.
La decisió de Napoleó d'atacar Bèlgica va tindre suport per diversos motius. Primer, que havien après que els exèrcits anglès i prussià estaven molt escampats i podrien ser derrotats. L'altre exèrcit més gran de la coalició, el de Rússia i Austria no estarien a prop per reforçar els exèrcits de Prússia i Anglaterra. El motiu era que Rússia encara s'estava desplaçant des de l'altra punta d'Europa, mentre que Àustria encara s'estava mobilitzant. [9] També, les tropes britàniques a Bèlgica eren majoritàriament tropes de segona línia; La majoria dels veterans de la Guerra Peninsular se'ls havia enviat a Amèrica a lluitar a la Guerra de 1812. A més a més, l'exèrcit unit d'Holanda estava reforçant a l'exèrcit britànic. Aquestes tropes estaven mal equipades i no tenien experiència. I políticament, una victòria francesa podria provocar una revolta a Bèlgica per la gent de parla francesa.

## Desplegaments

### Tropes franceses

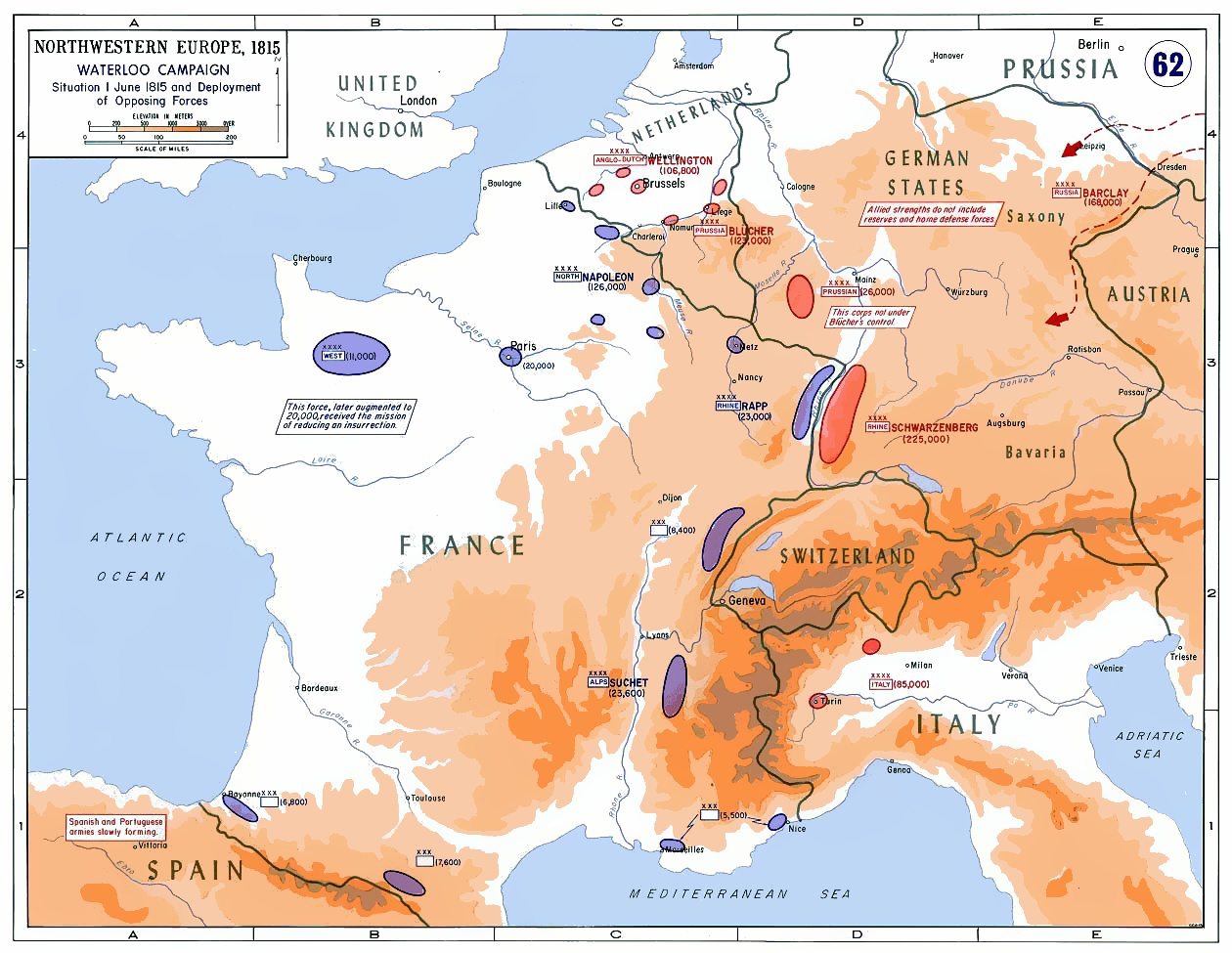
Situació estratègica a l'Europa Occidental el 1815: 250.000 francesos feien front a la coalició d'uns 850.000 soldats en quatre fronts. A més, Napoleó es va veure forçat a deixar 20.000 homes a l'oest de França per reduir la insurrecció royalista.

Durant els cent dies, tant els aliats com Napoleó es van mobilitzar per a la guerra. A la represa del tron, Napoleó va trobar que Lluís XVIII disposava de pocs soldats. Hi havia 56.000 soldats dels quals 46.000 estaven a punt per a la campanya. Al final de maig, la totalitat de les tropes llestes havia assolit els 198.000 homes, amb 66.000 més en camps d'entrenament però que encara no estaven a punt per a ser desplegades a la batalla.
Napoleó va situar alguns batallons del seu exèrcit en diferents punts estratègics com a observadors. Napoleó va dividir les seves forces en tres exèrcits principals; primer va col·locar un exèrcit al sud, a prop dels Alps. Aquest exèrcit havia d'aturar els avenços austríacs a Itàlia. El segon, un exèrcit a la frontera entre França i Prússia on esperaven frustrar els atacs de Prússia. Finalment l'armada del nord es va situar a la frontera amb Holanda per derrotar els anglesos, holandesos i Prussians si s'atrevien a atacar (vegeu mobilització militar durant els cent dies). Lamarque va deixar un petit exèrcit a La Vendée per reprimir la insurrecció royalista a la regió.
A final de maig, Napoleó tenia enllestida L'Armée du Nord (l'exèrcit del nord) amb el que dirigit per ell mateix, participaria en la campanya de Waterloo i desplegaria els cossos de l'exèrcit d'acord amb la següent llista:
- I Cos (Jean-Baptiste Drouet, Comte d'Erlon) situat entre Lilla i Valenciennes.
- II Cos (Reille) situat entre Valenciennes i Avesnes.
- III Cos (Dominique Vandamme) situat als voltants de Rocroi.
- IV Cos (Dominique Vandamme) situat a Metz.
- VI Cos (Dominique Vandamme) situat a Laon.
- I, II, III, i IV cos de reserva de cavalleria (Grouchy) situat a Guise.
- Guàrdia imperial (Édouard Mortier, duc de Trévise) a París.

### Forces de la coalició
A principi de juny de 1815, les forces de Wellington i Blücher estaven situades de la següent forma:
L'exèrcit aliat anglès tenia 93.000 homes amb el quarter general a Brussel·les i estaven situades:
- I Cos (Príncep Guillem II), 30.200, amb la seu a Braine-le-Comte, col·locats a l'àrea Enghien-Genappe-Mons.
- II Cos (Rowland Hill), 27.300, amb la seu a Ath, col·locats a l'àrea Ath-Oudenarde-Ghent.
- Reserva de cavalleria (Senyor Henry William Paget) 9.900, a la vall del Dendre riu, entre Geraardsbergen i Ninove.
- La reserva (Wellington) 25.500, situats al voltant de Brussel·les.
- La frontera davant (vist des de l'oest) de Leuze a Binche era vigilada pels holandesos, per la cavalleria lleugera.

L'exèrcit Prussià de Blücher tenia 116.000 homes, amb la seu a Namur, distribuïts de la manera següent:
- I Cos (Graf von Zieten), 30.800, situats al llarg del Sambre, amb seu a Charleroi, i cobrint l'àrea Fontaine-l'Évêque-Fleurus-Moustier.
- II Cos (Pirch I), 31.000 homes amb la seu a Namur i situats en l'àrea Namur-Hannut-Huy.
- III Cos (Johann von Thielmann), 23.900, a prop del riu Meuse, amb seu a seu Ciney, i col·locat en l'àrea Dinant-Huy-Ciney.
- IV Cos (Bülow), 30.300, amb seu a Liege i situats als voltants.

La frontera davant de Binche, Charleroi i Dinant era observada pels observadors de Prússia.
Per això el front dels aliats s'estenia gairebé 140 quilòmetres al voltant de l'actual Bèlgica, el que significa que l'amplada dels seus exèrcits era d'uns 48 quilòmetres. Per concentrar l'exèrcit sencer en qualsevol flanc, necessitarien sis dies, i per arribar al centre, als voltants de Charleroi, tres dies.

## Inici de les hostilitats (15 juny)

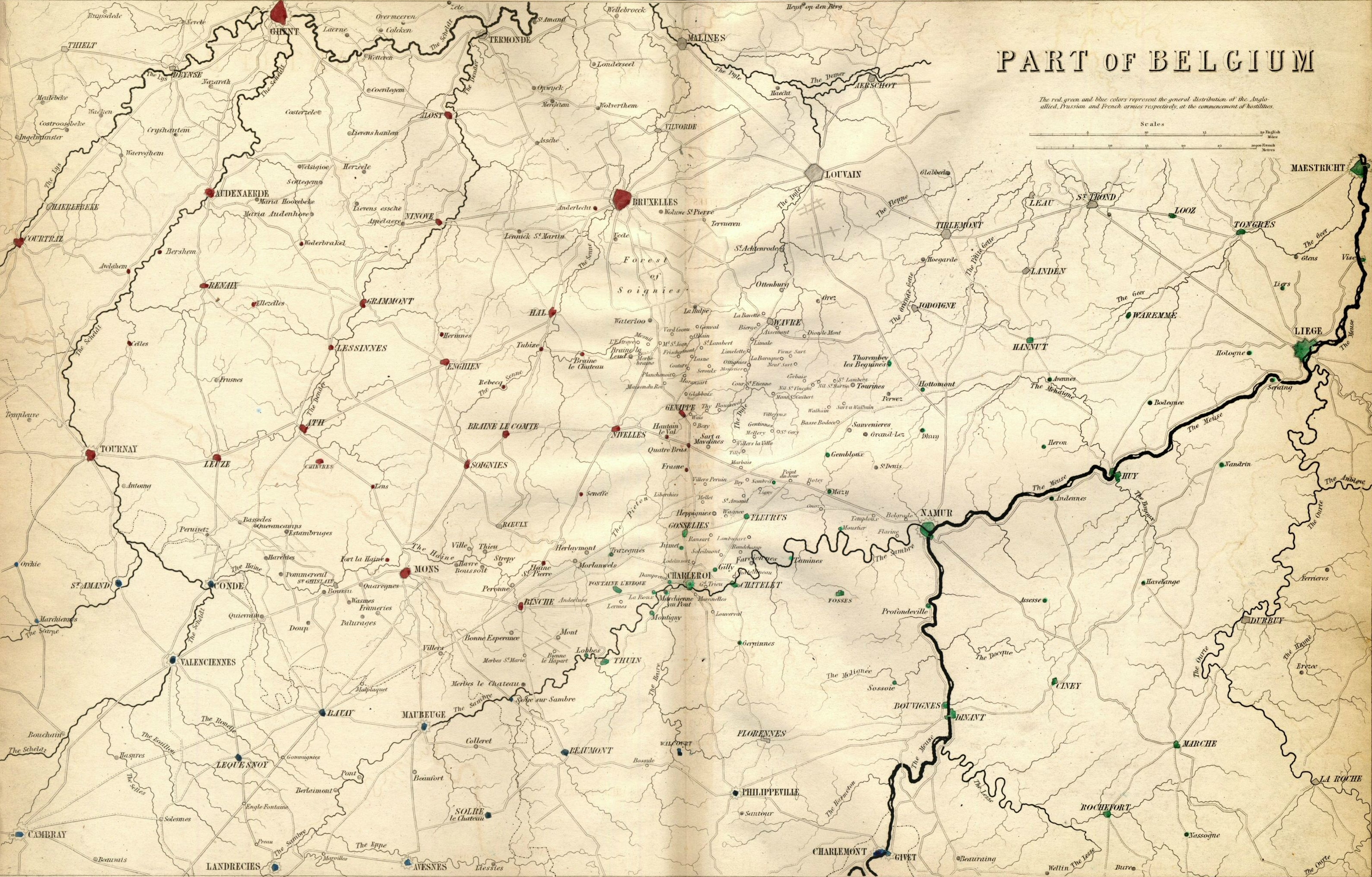
Una porció de Bèlgica amb algunes zones marcades en color per indicar els desplegaments inicials dels exèrcits exactament abans de l'inici de les hostilitats el 15 de juny de 1815: en vermell, els aliats anglesos, en verd Prússia, i en blau els francesos.

Mapa de la campanya de Waterloo.

Napoleó va moure el nucli del seu exèrcit del nord, 128.000 homes cap a la frontera belga. Va deixar l'ala esquerra (I i II cos) sota les ordres del mariscal Ney, i l'ala dreta (III i IV cos) sota les ordres del mariscal Grouchy. Napoleó comandava la reserva (guàrdia imperial, VI cos, i I, II, III i IV cossos de cavalleria). Durant l'avanç inicial tots tres elements van mantenir-se a prop per ajudar-se entre ells.
Napoleó va travessar la frontera a Thuin a prop de Charleroi el 15 de juny de 1815. Els francesos es van situar en una zona central segura que afavoria a Napoleó, entre les forces de Wellington al nord-oest i les de Blücher al nord-est. Wellington esperava que Napoleó intentés encerclar l'exèrcit aliat movent-se entre Mons i l'oest de Brussel·les. Wellington temia que aquest moviment pogués tallar les vies de subministrament. De fet, Napoleó va promoure aquesta idea amb una campanya de desinformació. Wellington no es va assabentar de la captura de Charleroi fins a les tres de la tarda, perquè un missatge del cap de la intel·ligència de Wellington, Colquhoun Grant, va ser retingut pel general Dörnberg. El missatge de confirmació ràpidament va ser seguit d'un altre missatge del Príncep d'Orange. Wellington va ordenar al seu exèrcit de concentrar-se al voltant del quarter general de la seva divisió però encara no estava segur si l'atac a Charleroi era una estratègia i l'assalt principal arribaria a través de Mons. Només va adonar-se amb certesa de les intencions de Napoleó a la tarda, quan va ordenar al seu exèrcit de reunir-se a prop de Nivelles i Quatre Bras on serien evacuats just abans de mitjanit.
L'estat major de Prússia semblava endevinar els moviments de l'exèrcit francès de forma molt exacta. Els prussians no estaven desprevinguts. El general Ziethen va anotar el nombre de fogates a principis del 13 de juny i Blücher va començar a concentrar les seves forces.
Napoleó va considerar que els prussians eren una gran amenaça i en conseqüència es va dirigir primer contra ells amb l'ala dreta de l'exèrcit del nord i les reserves. El I cos de Graf von Zieten es va mantenir a la rereguarda el 15 de juny retenint l'avanç de Napoleó, donant a Blücher l'oportunitat de concentrar les seves forces i refer la seva posició, que havia estat seleccionada primer per la seva capacitat defensiva. Napoleó va enviar al mariscal Ney a comandar l'ala esquerra francesa per assegurar la cruïlla de Quatre Bras cap a on Wellington estava reunint a correcuita el seu exèrcit dispersat. Ney va arribar a Quatre Bras a la tarda.

## 16 juny

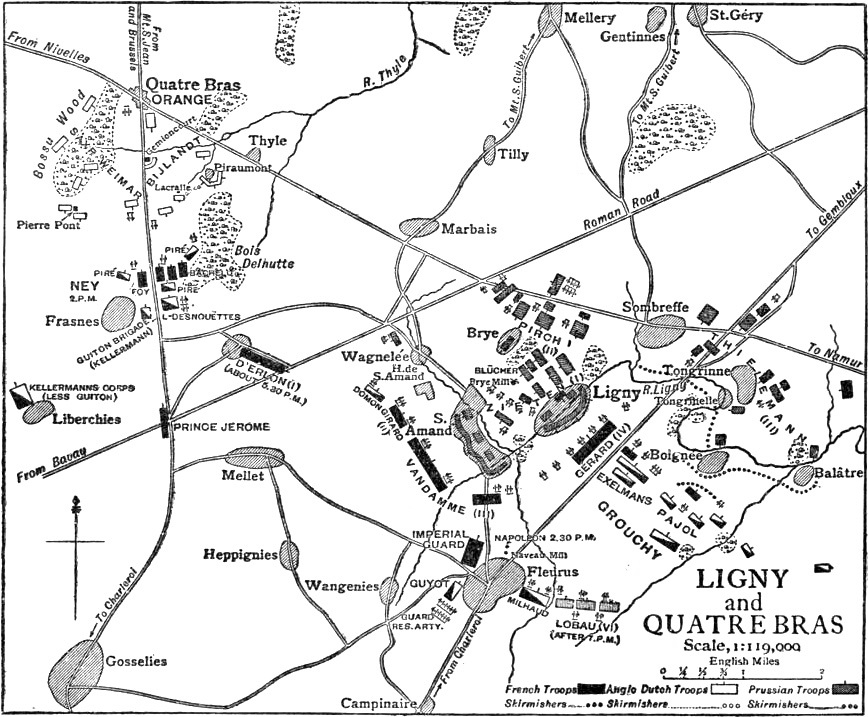
Quatre Bras (oest) i Ligny (al sud-est)

### Quatre Bras
Ney va trobar Quatre Bras retinguda per les tropes holandeses de l'exèrcit de Wellington el 16 de juny, però tot i que els aliats havien estat superiors en nombre, havien lluitat cautelosos i desorganitzadament, fet que va impedir fer-se amb la cruïlla. A mitja tarda, Wellington s'havia endut comandants de l'aliança britànica a Quatre Bras. La posició va ser reforçada durant el dia amb tropes aliades angleses a les cruïlles. La batalla va acabar amb un empat tàctic. Més tard, els aliats van cedir la posició de Quatre Bras per reagrupar les seves forces en una zona més favorable al nord al llarg de la carretera que portava cap a Brussel·les, com a preludi del que seria la batalla de Waterloo.

### Ligny
Mentrestant, Napoleó va usar l'ala dreta del seu exèrcit i la reserva per derrotar els prussians sota el comandament del General Blücher, a la batalla de Ligny, el mateix dia. El centre de Prússia va cedir sota els durs atacs dels francesos, però van aconseguir mantenir les posicions en els flancs al seu territori. Els atacs de diverses unitats de la cavalleria pesant Prussiana van ser suficients per atemorir als francesos, de forma que ells no van perseguir-los fins al 18 de juny al matí. El primer cos d'Erlon estava situat entre ambdues batalles però sense ajudar ni a Quatre Bras ni a Ligny. Napoleó va escriure a Ney advertint-li que en permetre al comte d'Erlon de situar-se tan lluny s'havia paralitzat l'atac a Quatre Bras, però no va fer cap moviment perquè anés a ajudar quan ho hagués pogut fer fàcilment. El to de les seves ordres mostrava que estava convençut que ho tenia tot ben agafat a Liny sense assistència (com, de fet, tenia).

## El preludi (17 juny)
Amb la derrota dels Prussians, Napoleó va tenir la paciència i la iniciativa, ja que tot i el fracàs de Ney de prendre les cruïlles de Quatre Bras, aquest havia situat a l'exèrcit aliat britànic en una situació precària. El cert és que una errata tècnica trobada en la realització del pla estratègic tan important va tindre poc ressò. Un altre cop el pla de la campanya de Napoleó havia estat un èxit. Tot i haver derrotat a Blücher, aquest últim es va reagrupar i va demanar ajuda al IV cos de Bülow, qui el 16 de juny només havia arribat a la zona de Gembloux. Era necessari, doncs, que el tornés a derrotar; Mentrestant en un altre flanc, Ney (reforçat amb Erlon), es va posicionar davant de Wellington, per retenir l'exèrcit britànic durant tot el matí del 17 de juny, donant temps suficient a Napoleó per tancar el flanc esquerre obert i rumiar un cop mortal. Però va ser sens dubte essencial retenir a Wellington fins a l'endemà, abans que Blücher pogués tornar a aparèixer al camp de batalla.
La derrota de Prussia a Ligny va fer que la posició de Quatre Bras fos insostenible, però inicialment Wellington no tenia els detalls de la derrota de Prussia a Ligny com hauria d'haver tingut. És cert que, abans de liderar la càrrega final, Blücher va enviar un ajudant de camp a Wellington, per dir-li que es veia forçat a retirar-se per problemes de salut; Però van disparar a l'ajudant de forma que el missatge no va arribar mai. Enviar un missatge de vital importància a través d'un simple subordinat, havia estat una mala idea. Com a mínim, hauria d'haver estat enviat per triplicat, i en compliment del seu deure, el general Gneisenau hagués assumit temporalment la comandància. Estant just davant de Napoleó, la negligència de Gneisenau els va provocar un greu i innecessari perill (Blücher va sobreviure al dolor greu i va reassumir la comandància de l'exèrcit de Prússia a la cita de Wavre).
Napoleó estava indispost, i en conseqüència el 17 de juny no va ser al seu lloc tan aviat com hi hauria d'haver estat. En la seva absència ni Ney ni Soult van donar cap ordre seriosa per a avançar, encara que cada minut ara era de vital importància. Durant la nit Wellington va rebre més reforços i al matí del 17 de juny tenia la major part del seu exèrcit a sobre de Quatre Bras. Però eren vint-i-quatre hores massa tard perquè la derrota de Blücher hagués situat a l'exèrcit britànic en una situació insostenible.
De bon matí Wellington (encara ignorant la posició exacta dels seus socis de la coalició) va enviar un oficial amb una escorta adequada, a establir contacte amb els prussians. Aquest oficial va ser descobert i va informar els prussians que estaven inspeccionant la zona per llançar-se cap a Wavre; I als voltants de les nou del matí, un oficial Prussià va arribar de Gneisenau per explicar la situació i escoltar els plans de Wellington. Wellington va explicar que s'havien de replegar a Mont-Saint-Jean i lluitar des d'allí, en una posició seleccionada al sud del bosc de Soignes, amb el suport d'un Cos de Blücher. Com a bon soldat i aliat local que era, va maniobrar per a poder mantenir la comunicació amb Blücher. Eren les dues del 18 de juny quan va rebre rebés la resposta al seu suggeriment.
A primera hora del 17 de juny els prussians van retrocedir de les tres carreteres, Thelemann cobria la retirada i es desplaçaven cap a Gembloux per unir-se amb Bülow. La cavalleria francesa a la dreta, escoltant les tropes en moviment cap a la carretera de Namur, a correcuita van ficar barreres de punxa de forma improvisada a la carretera com a defensa d'un atac sobtat, fins que poc després de l'alba van enxampar els fugitius i els van capturar. Van resultar ser endarrerits; Però la seva captura per un moment ajudava a confirmar la idea, que prevalia entre l'exèrcit francès, que Blücher estava fugint cap a la seva base. També va ser necessari algun retard abans que Napoleó pogués finalment establir el seu pla per al dia. La situació encara era difusa, mancaven detalls tals com que havia succeït a l'ala esquerra francesa, i la retirada de Blücher no estava clara. Això no obstant, es van enviar les ordres a Ney cap a les vuit del matí perquè prengués posicions a Quatre Bras, i si era impossible, que avisés a Napoleó perquè cooperés.
Napoleó clarament volia que Ney ataqués, sense que li importés el que podria passar al front. Si s'hagués enfrontat amb la rereguarda, l'hauria fet retirar per ocupar ell mateix Quatre Bras; i si Wellington encara l'estava ocupant, Ney hauria acaparat la seva atenció i hagués mantingut a ratlla l'exèrcit aliat britànic i n'hauria informat Napoleó. Napoleó en aquest cas s'hauria llançat ràpidament amb les reserves i hagués esclafat Wellington. De fet, Wellington encara estava allí; Però Ney no va fer res per retenir-lo i Wellington va iniciar la retirada a Mont-Saint-Jean sobre les deu. Van permetre que l'última oportunitat d'aconseguir un èxit decisiu francès s'escapés de les mans.
Mentrestant, Napoleó va fer una visita personal cap a les deu a la batalla de Ligny, i cap a les onze va tornar al seu lloc per prendre decisions. Va decidir enviar els dos cossos de cavalleria de Pajol i Exelmans, i els cossos de Vandamme i Gerard, amb la divisió de Teste (una força amb 33.000 homes i 110 pistoles), per seguir els prussians, descobrir les seves intencions i descobrir si intentaven unir-se amb Wellington davant de Brussel·les. Napoleó va dirigir al mariscal Grouchy a qui va lliurar la comandància de la seva força per "procedir a Gembloux". El mariscal va obeir aquestes ordres de forma massa literal. Després d'una marxa inconcebiblement lenta i fatigosa, en un moviment mal organitzat en columna per la carretera, només va arribar a Gembloux el 17 de juny i va aturar-se a la nit. La seva cavalleria va establir contacte abans del migdia amb els Cossos de Thieleman, que es trobaven a Gembloux, però se'ls va permetre de fugir i van perdre la pista per la falta d'un esforç seriós per mantenir-la. L'historiador Archibald Becke, autor de l'article de l'Enciclopèdia Britànica sobre la campanya de Waterloo (1911) va dir que Grouchy no estava preparat per al front i va fallar perquè no va saber apreciar la situació de la crítica trobada. Assumint que el perill només podia existir si Blücher hagués tingut el nord, concretament la vall de Dyle, hauria hagut de buscar rastres de la retirada de Prússia, però, d'acord amb Becke, sembla que no hi havia motiu per creure que Grouchy feia cap reconeixement cap al nord i cap a l'oest de Gentinnes el 17 de juny. Si ho hagués fet, hauria albirat la retirada de Blücher, i la direcció de la retirada de Prússia hauria estat clara. Tanmateix Chesney escrivia en una declaració el 1868 que la informació facilitada pels serveis d'avançada va ser que es creia que els tres cossos prussians s'estaven concentrant a prop de Brussel·les i als voltants de Wavre, per donar suport a Wellington, i aquesta informació va ser recopilada i enviada a Napoleó per Grouchy a les deu de la nit del 17 de juny.
El mariscal Grouchy es va desplaçar a Grannape amb l'ala dreta de l'armada del nord, donant com a certa la informació facilitada pels seus propis serveis d'avançada. Els tres cossos prussians s'havien mogut a través de la zona i es creia que s'havien concentrat a prop de Brussel·les per donar suport a Wellington. Aquesta informació es va recollir i enviar al mariscal Grouchy a les deu de la nit del 17 de juny. En aquesta carta Grouchy va anotar la concentració dels prussians dins i al voltant de Wavre. Això va provocar gran preocupació tant a Grouchy com a Napoleó perquè els prussians podien utilitzar la carretera que creuava Wavre per unir-se a l'exèrcit de Wellington.
Blücher va anar cap a l'est. Grouchy es mantenia a Dyle, la qual podia fàcilment haver retingut qualsevol avenç de Prússia cap a Wellington. Grouchy, això no obstant, va anar cap a Gembloux com se li havia manat. Cap al vespre la situació va ser favorable a la coalició; Per Grouchy, ara estava actualment a fora de l'abast dels quatre cossos prussians, que en aquells moments es concentraven a cavall al dic de Wrave. La seva retirada havia passat desapercebuda, i els prussians estaven a punt on cop més per a entrar al cap de batalla, bastant abans de les vint-i-quatre hores que Napoleó considerava que fos possible per a derrotar-los a Ligny.
En l'altre flanc, també, les coses havien anat a favor de Wellington. Tot i que Napoleó va escriure a Ney un altre cop al migdia (des de Ligny), per dir-li que les seves tropes ara s'havien de situar a Marbais per secundar l'atac del mariscal a Quatre Bras, Ney encara es mantenia inactiu i Wellington es va veure afectat de forma tan ràpida i hàbil que, quan va arribar Napoleó per donar-li suport, es va trobar només a la cavalleria de Wellington i algun artiller encara en posició.
En saber de la desídia de Ney, Napoleó es va enfadar i va declarar que Ney havia arruïnat a França. Aquesta va ser la gran errada de la campanya, i la sort se'ls va capgirar. Napoleó va començar una ràpida persecució de la cavalleria de Wellington, que va fugir. Tots els seus esforços eren insuficients per enredar la rereguarda de la coalició britànica. Pretenia fer-ho per obstaculitzar la retirada de la infanteria de Wellington. La tempesta va retardar la persecució francesa. No va ser fins que Napoleó va tenir la idea de pujar a Rossomme per a un reconeixement, quan Wellington es va veure obligat a revelar la presència de pràcticament tot l'exèrcit aliat britànic.
Els francesos es van aturar entre Rossome i Genname i van passar una mala nit pel fang que havia quedat per la tempesta. Durant la nit, Wellington va rebre la notícia que Blücher portaria segurament dos cossos, i possiblement quatre, a Waterloo, i va decidir acceptar la batalla.

## Cronologia
| Dates       | Synopsis D'esdeveniments claus |
| ----------- | --- |
| 26 febrer   | Napoleó va escapar-se de l'illa d'Elba. |
| 1 Març      | Napoleó va aterrar a prop d'Antíbol. |
| 13 Març     | Els països poderosos del Congrés de Viena van declarar Napoleó un fugitiu. |
| 14 Març     | El Mariscal Ney, qui hi havia dit que Napoleó havia de ser portat a París en una gàbia de ferro, se li va unir amb 6.000 homes. |
| 15 Març     | Després de rebre la notícia de la fugida de Napoleó, Joaquim Murat, aliat de Napoleó i rei de Nàpols, va declarar la guerra a Àustria en un intent de salvar la seva corona. |
| 20 Març     | Napoleon va entrar a París – L'inici dels cent dies. |
| 25 Març     | El Regne Unit, Rússia, Àustria i Prussia, membres de la Setena Coalició, es van comprometre a aportar 150.000 homes cadascun al camp de batalla per derrotar Napoleó. |
| 9 Abril     | El punt més fort dels napolitans de Murat va ser intentar forçar la travessa del riu Po. No obstant això, va ser derrotat en la batalla de Occhiobello i es van veure obligats a retirar-se la resta de la guerra. |
| 3 maig      | El general austríac Bianchi amb el I cos van derrotar Murat a la batalla de Tolentino. |
| 20 maig     | Els napolitans van signar el Tractat de Casalanza amb els Austríacs després que Murat fugís de Còrsega i els seus generals busquessin la pau. |
| 23 maig     | Ferran I va ser restaurat al tron de Nàpols. |
| 15 juny     | L'exèrcit francès del Nord va travessar la frontera a la Unió Holandesa (l'actual Bèlgica). |
| 16 juny     | Napoleó va derrotar el mariscal Blücher a la batalla de Ligny. Simultàniament el Mariscal Ney i El Duc de Wellington van lluitar la Batalla de Quatre Bras, la qual no va tenir un vencedor clar. |
| 18 juny     | Finalment hi va haver la dura lluita a la batalla de Waterloo, els exèrcits combinats de Wellington i Blücher van derrotar l'exèrcit francès del nord de Napoleó. En paral·lel, la batalla de Wrave va continuar fins a l'endemà, quan el mariscal Grouchy va guanyar una victòria contra el general Johann Von Thielmann. |
| 21 juny     | Napoleó va tornar a París. |
| 22 juny     | Napoleó va abdicar en favor del seu fill, Napoleó Francis Joseph Charles Bonaparte. |
| 29 juny     | Napoleó va deixar París per anar a l'oest de França. |
| 3 juliol    | Els francesos van demanar una treva després de la batalla de Issy. La convenció de Sant Cloud (la rendició de París) va finalitzar les hostilitats entre França i els exèrcits de Blücher i Wellington. |
| 7 juliol    | El I cos Prussià de Graf von Zieten van entrar a París juntament amb les altres forces de la coalició. |
| 8 juliol    | Lluís XVIII va ser restaurat al tron francès – El final dels cent dies. |
| 15 juliol   | Napoleó es va rendir al Capità Maitland de HMS Bellerophon. |
| 13 octubre  | Joaquim Murat és executat a Pizzo després d'haver aterrat allí cinc dies abans esperant recuperar el seu regne. |
| 16 octubre  | Napoleó és exiliat a Santa Helena. |
| 20 novembre | Es va signar el tractat de Paris. |
| 7 desembre  | Després de ser condemnat pel parlament Francès, el Mariscal Ney és executat per un escamot d'execució a París, a prop del Jardí de Luxemburg. |